# Dancing Man

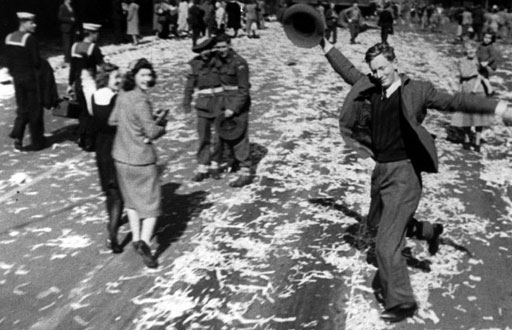
Fotografía "Dancing Man", en Sídney, el 15 de agosto de 1945.

Dancing Man (en español Bailarín) es el nombre dado a la fotografía de un hombre que fue filmado en una calle de Sídney, Australia, después del fin de la Segunda Guerra Mundial. El 15 de agosto de 1945, un periodista tomó nota de una expresión y baile de felicidad de un hombre y le preguntó si podía volver a hacerlo de nuevo.
El hombre accedió y fue filmado en una película en una edición australiana del noticiario Movietone News. La película y los fotogramas de ella han tomado un estatus icónico en la historia y cultura australiana, y simboliza la alegría y euforia por el final de la guerra.

## Identidad
Hay mucho debate acerca de la identidad del hombre que aparece en la foto. Frank McAlary, un abogado retirado afirma que él fue el hombre fotografiado danzando en la Calle Elizabeth en Sídney, el 15 de agosto de 1945.